# Bola de sebo

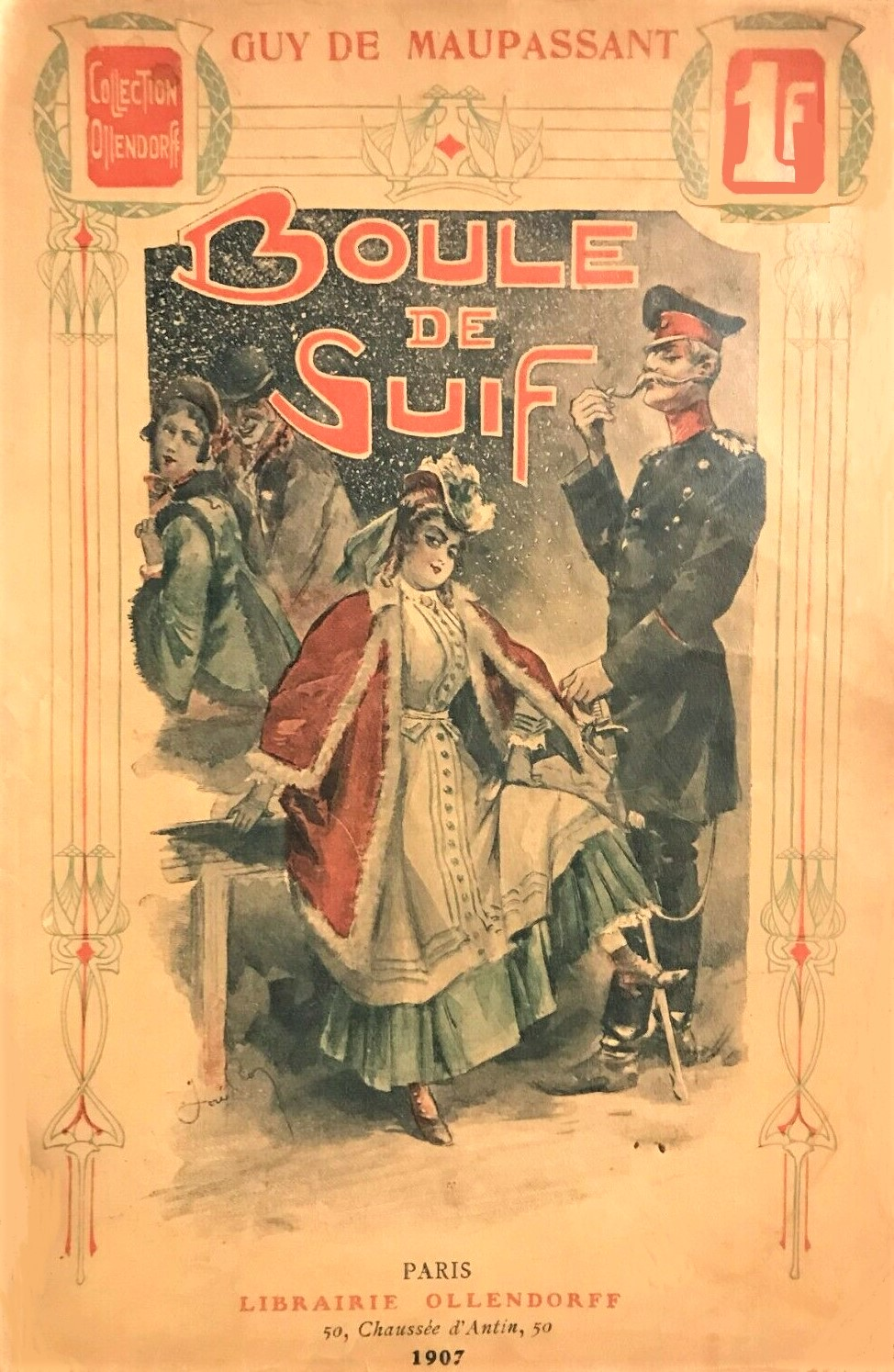
Ilustración de una edición de 1907.

«Bola de sebo» («Boule de Suif») es el título del cuento que encumbró al autor francés Guy de Maupassant (1850-1893), quien emplea una sutil ironía para relatar su historia. Publicado en 1880, su argumento se desarrolla durante la ocupación de Francia en la guerra franco-prusiana de 1870. Expone en un tono irónico y burlón la decadencia e hipocresía de la sociedad francesa de aquel momento del siglo XIX. 
Este relato se publicó por primera vez el 16 de abril de 1880, formando parte de la antología de cuentos titulada Las veladas de Médan, en la que participaba, entre otros, el padre del naturalismo Émile Zola.

## Personajes
- Sr. y Sra. Loiseau: comerciantes de vinos.
- Sr. y Sra. Carré-Lamadon: Comerciantes de algodón.
- Conde y condesa Hubert de Bréville: conocidos por ser descendientes de la realeza. Se sabe que la condesa tuvo un romance con un oficial.
- Dos monjas que no revelan su identidad.
- Cornudet: Fiero demócrata.
- Elizabeth Rousset (Bola de Sebo): Mujer que vive de la prostitución.
- El oficial prusiano, cuyo nombre no se menciona.

## Argumento
Huyendo de Ruan se dispone una diligencia para 10 personas que obtienen un salvoconducto para ir a El Havre; en ellas se disponen tres ricos matrimonios que huyen de la ocupación prusiana preservando sus fortunas. Junto a ellos viajan dos monjas, un fiero revolucionario (llamado Cornudet), que espera continuar sus acciones en El Havre, y una conocida señorita de la vida galante conocida como Bola de Sebo. Lo que se espera sea un rápido trayecto se ve dificultado por el paso de las tropas y otros imprevistos. En esa jornada la única que llevaba alimentos es la joven, quien los comparte con los demás viajeros, a pesar de haber sentido las críticas y el desprecio de ellos durante el viaje.
El carruaje tiene que parar en una posada. Allí un oficial prusiano impide seguir el trayecto a no ser que Bola de Sebo acepte pasar una noche con él; esta se niega, cosa que las "distinguidas" damas no entienden debido a su oficio. Los caballeros dulcemente tratan de convencerla, sobre todo el conde. Finalmente, Bola de Sebo acepta.
Al otro día se reanuda el viaje. Bola de Sebo es nuevamente el centro de las miradas sobre todo de las señoras. A media mañana los viajeros sacan sus alimentos para consumirlos. Bola de Sebo, debido a la noche que pasó con el oficial, no tuvo tiempo de preparar nada y ninguno de los viajeros le ofrece nada a ella, por lo que el resto del viaje lo pasa sollozando. Cornudet empieza a tararear y cantar una canción republicana para horror de los tres matrimonios.